# Place Kim Il-sung
La place Kim Il-sung (chosŏn’gŭl : 김일성광장 ; RR : Gim Il-seong Gwangjang), situé à Pyongyang en Corée du Nord, couvre une superficie de 75 000 m2. Inaugurée en 1954, elle a une grande importance culturelle car elle est le principal lieu des rassemblements des manifestations de masse du régime. En été et en automne, les visiteurs peuvent voir s'y dérouler des répétitions du festival Arirang.
La Grande maison des études du peuple, construite dans le style traditionnel, domine la place à l'ouest, le siège du Parti du travail de Corée le Nord, le musée central d'histoire de Corée et la galerie d'art coréenne l'Est, le ministère du Commerce extérieur le Sud. La tour du Juche se trouve en face de la place Kim Il-sung, sur l'autre rive du Taedong.
Elle est semblable dans la forme et la conception à la place Tian'anmen de Pékin et est utilisée pour les mêmes fins. Depuis son achèvement en 1954, plusieurs défilés y ont été organisés pour commémorer de nombreux événements différents et ainsi montrer au monde les capacités militaires de la Corée du Nord. Une personne présente sur la place peut apercevoir autant la tour du Juche que le monument à la fondation du Parti et le Grand monument Mansudae.
Des portraits de Kim Il-sung et Kim Jong-il sont affichés sur les bâtiments autour de la place ainsi que d'autres de Karl Marx et de Lénine.

## Images

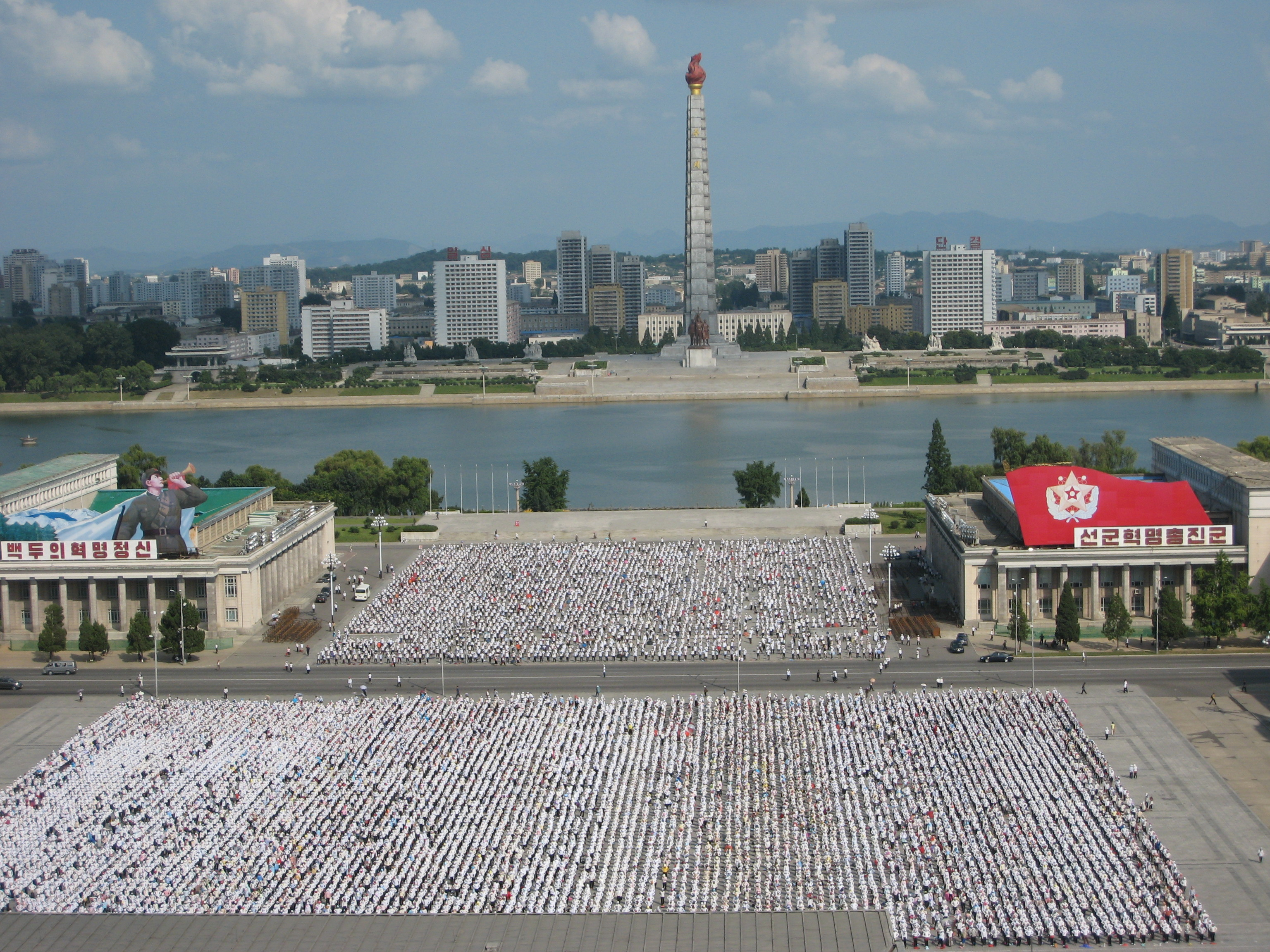
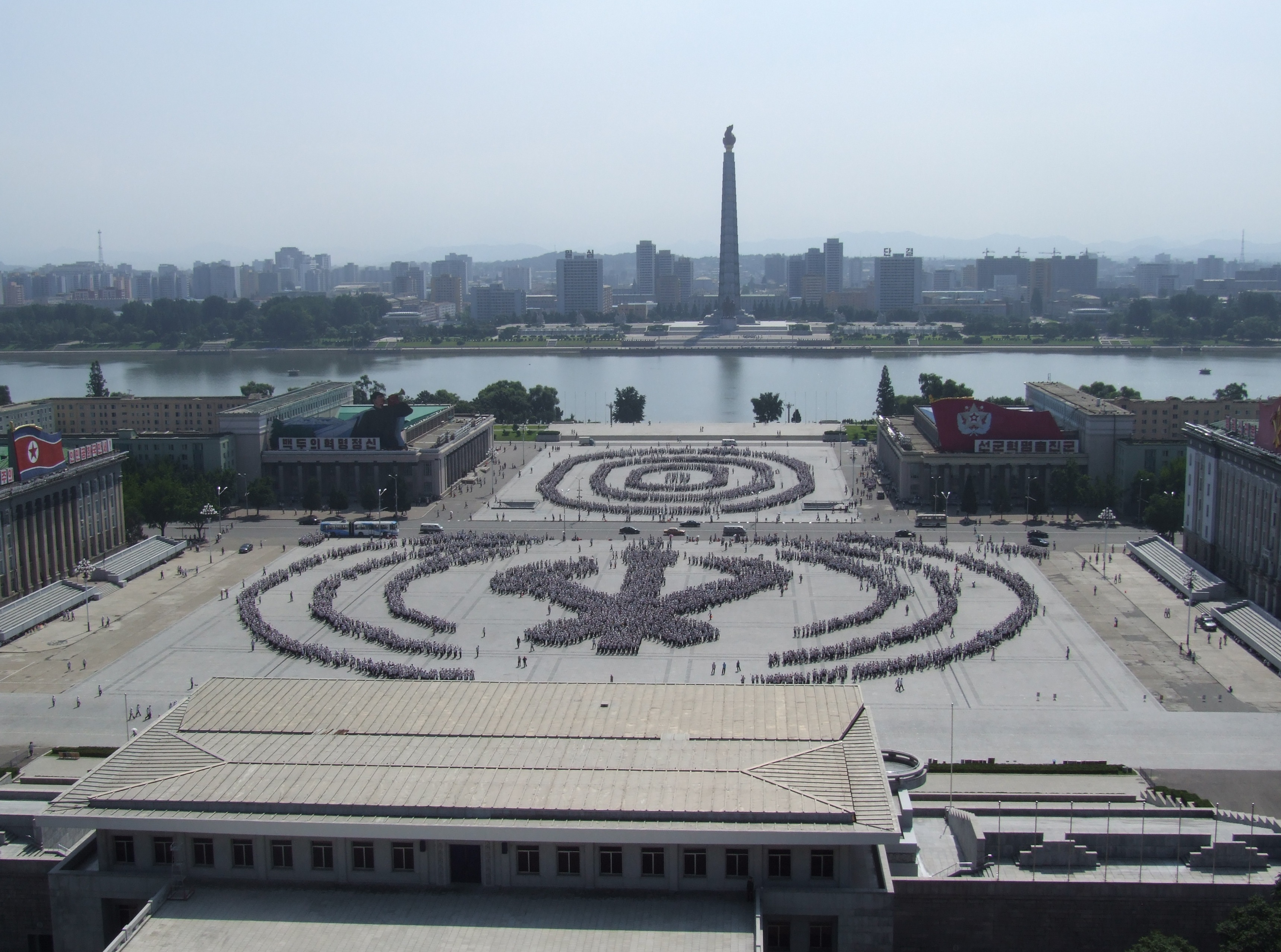
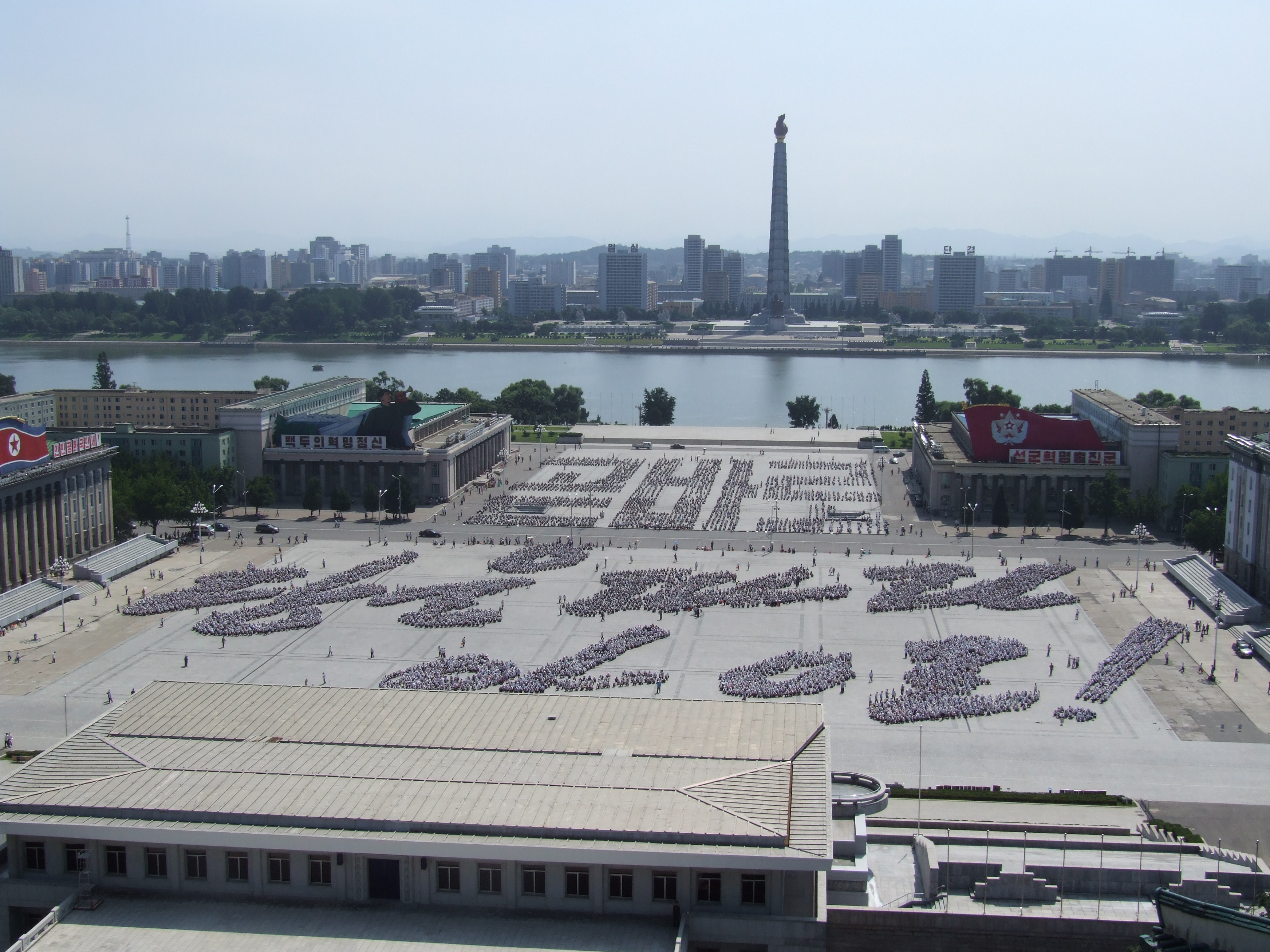
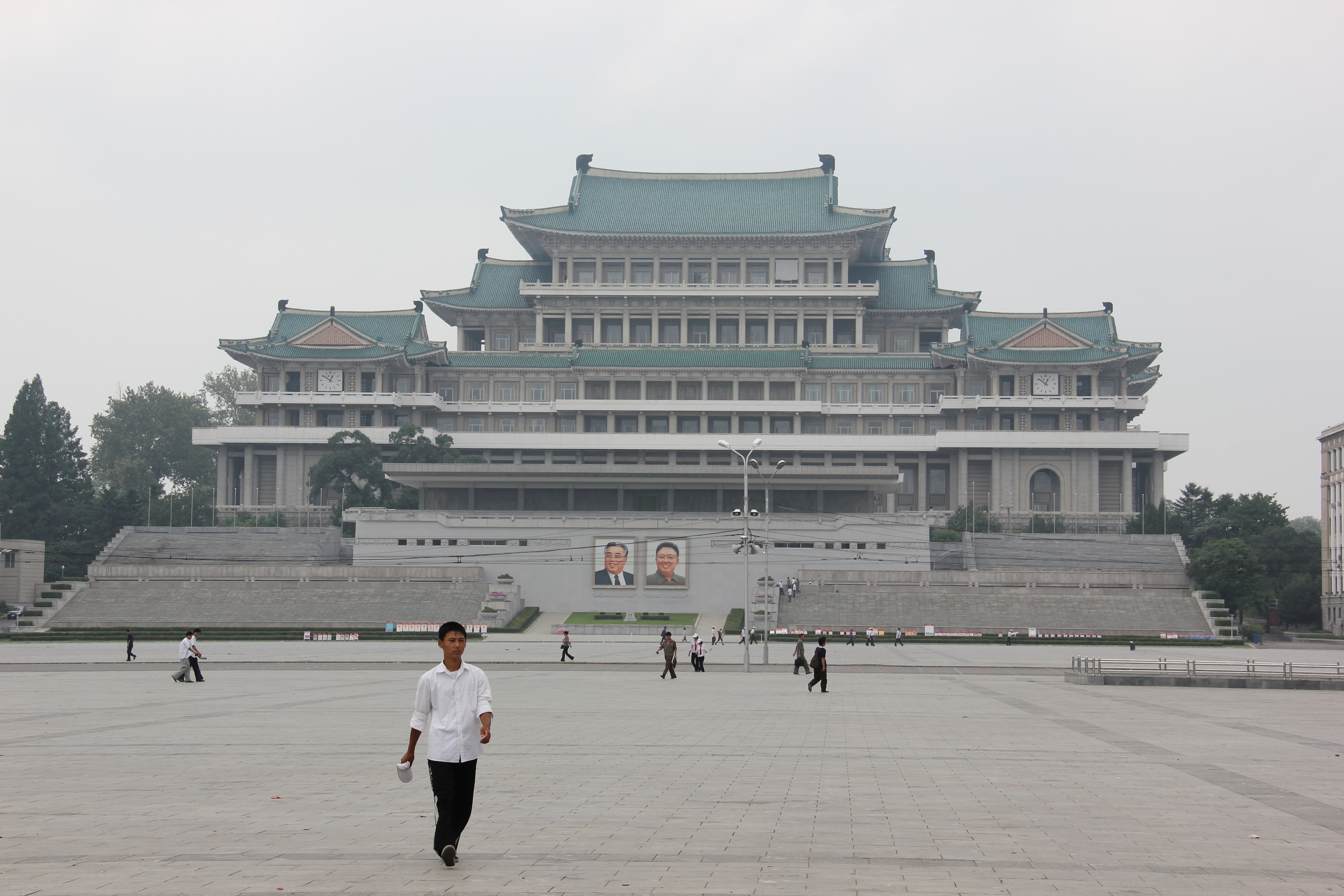
La Grande maison des études du peuple qui domine la place.
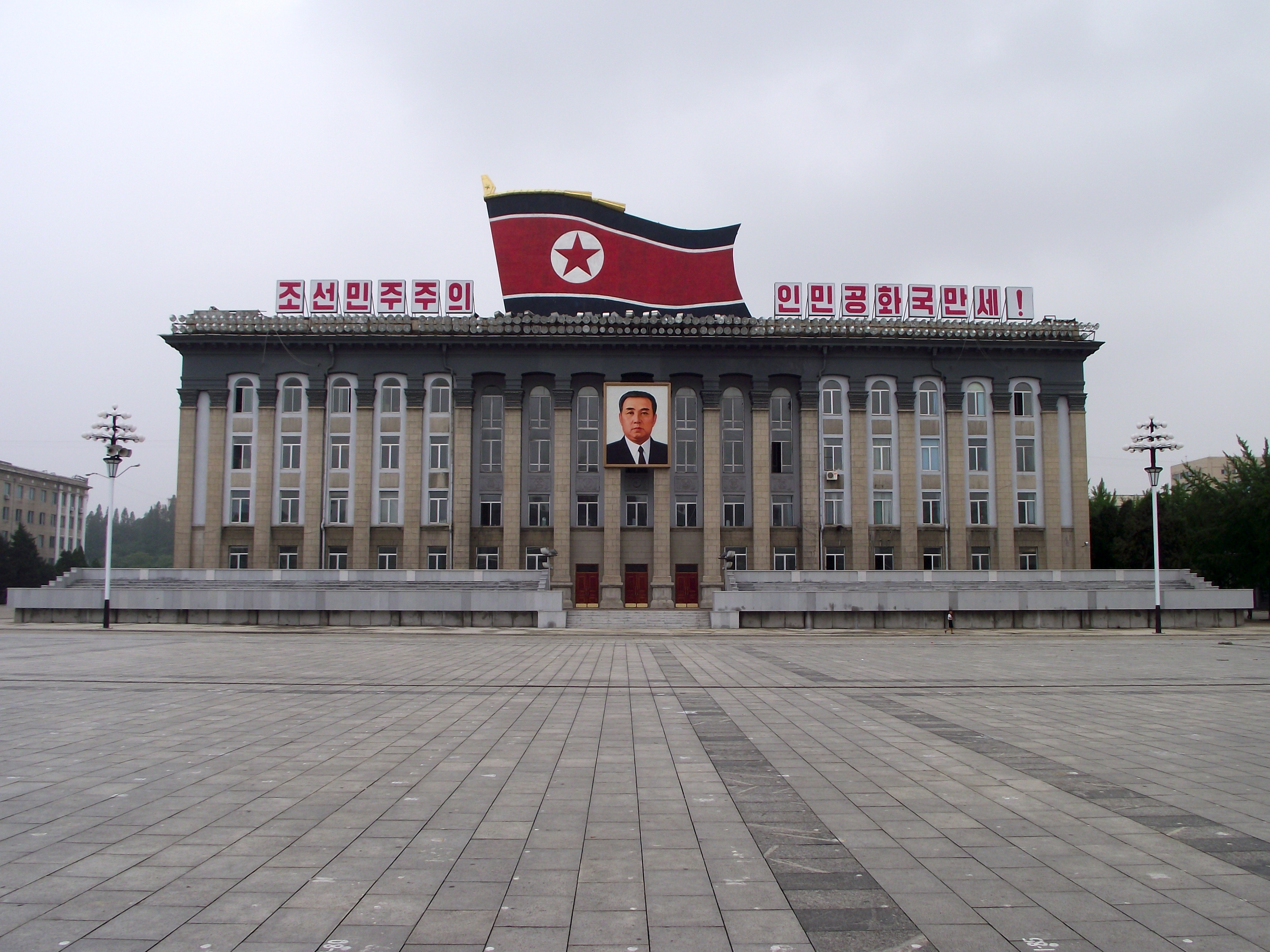
Siège du Parti du travail de Corée avec le portrait de Kim Il-sung.
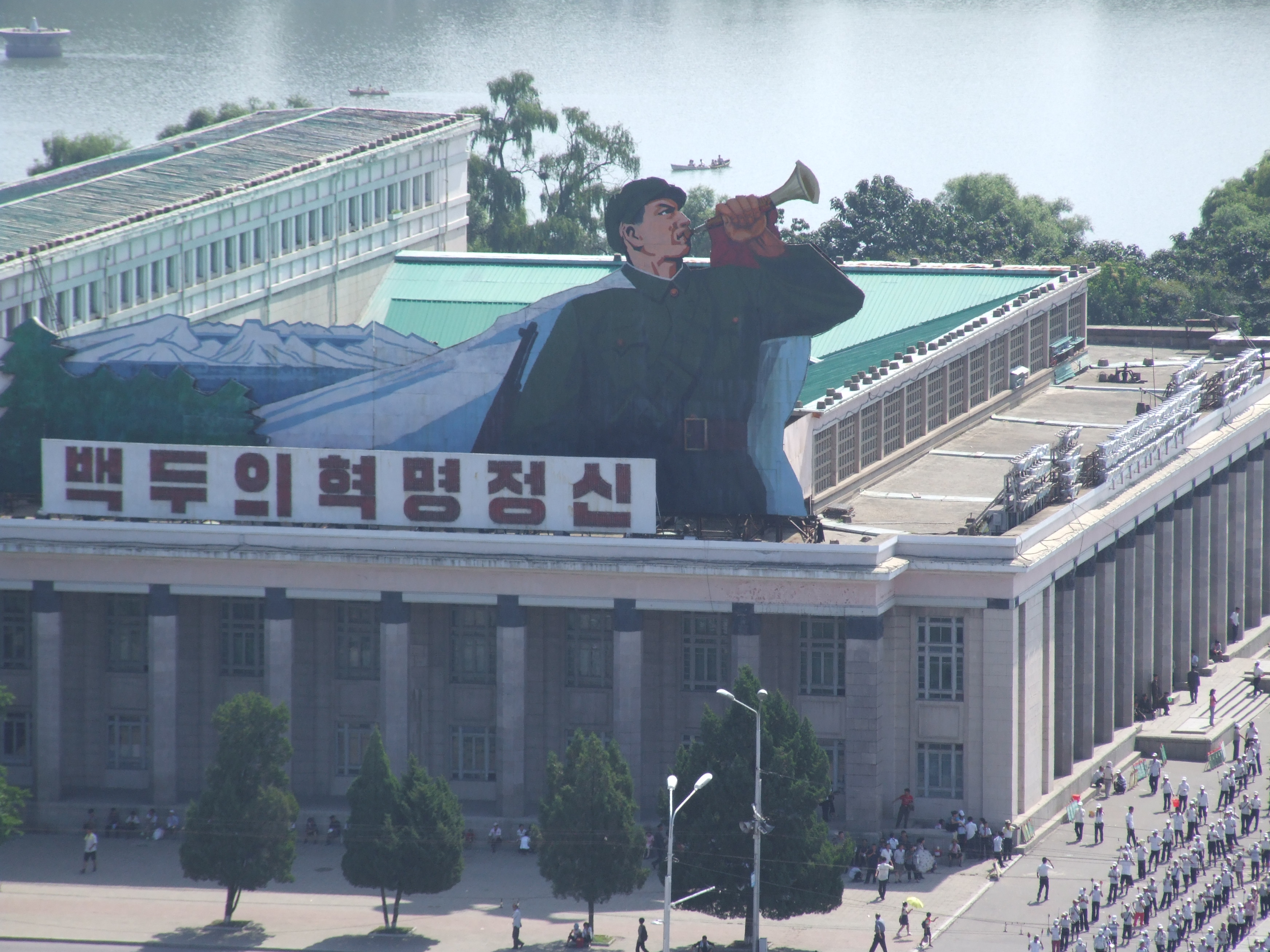
Musée central d'histoire de Corée
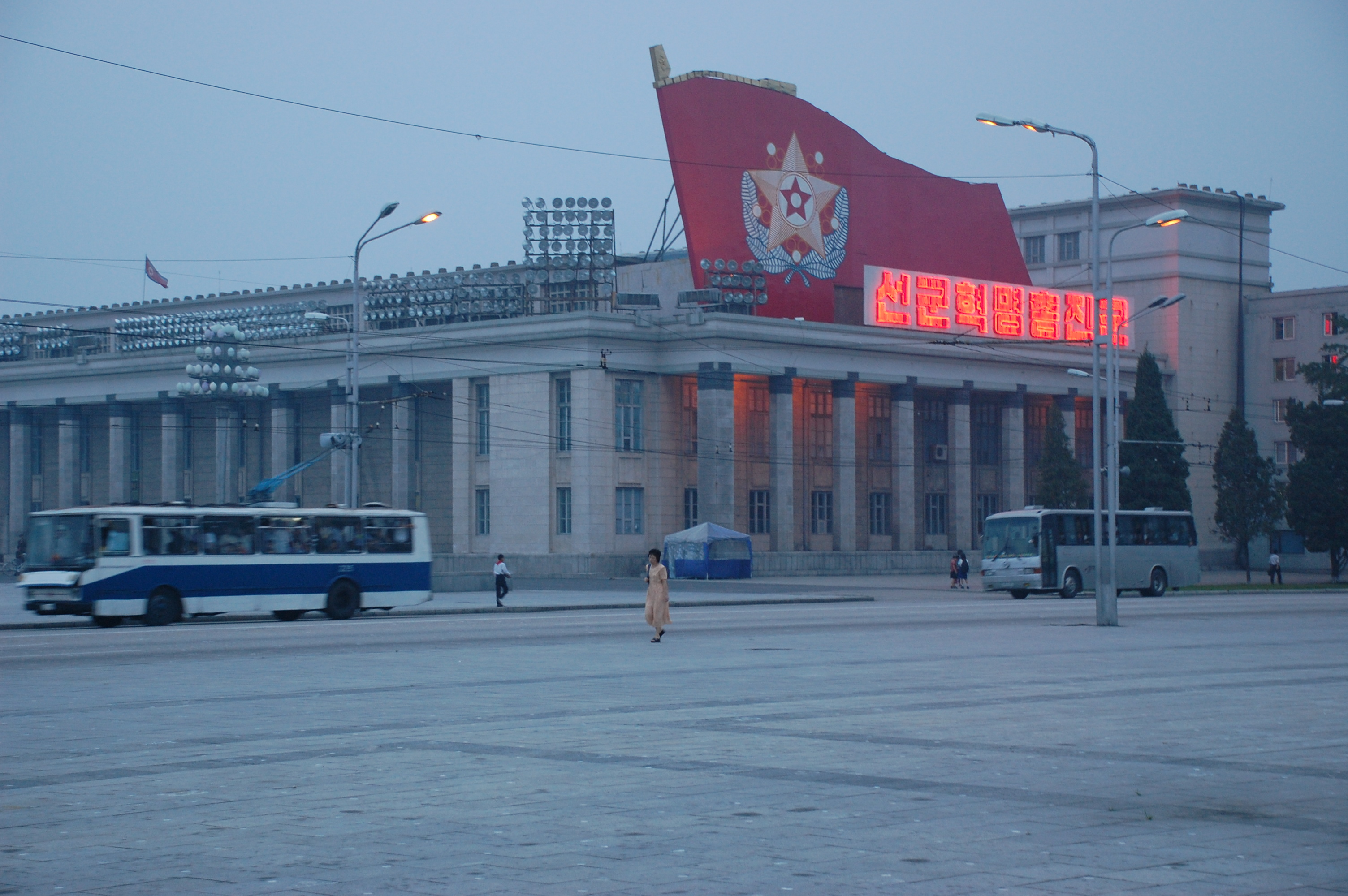
Galerie d'art coréenne
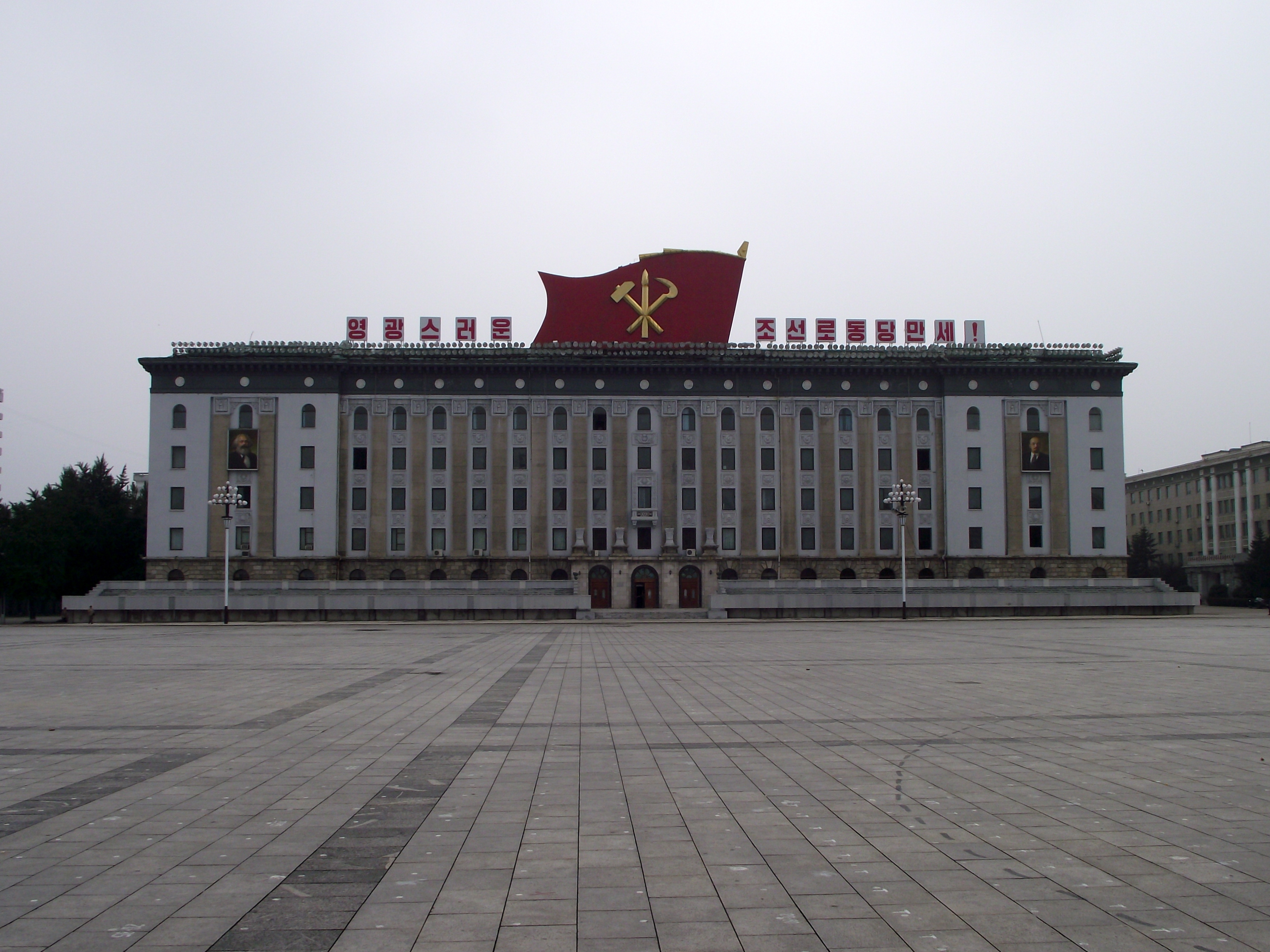
Ministère du Commerce extérieur